# Ajka
Ajka je město v Maďarsku, v okrese Ajka, v župě Veszprém. V roce 2008 zde žilo 29 999 obyvatel. 

## Poloha a přírodní poměry
Město se rozkládá v Bakoňském lese, severně od jezera Balatonu na řece Torna. Je obklopeno ložisky uhlí. Místní fosilní pryskyřice byla při objevu pojmenována jako Ajkait právě podle místa objevu. Severně od Ajky leží obec Magyarpolány, jižně Öcs a Halimba, západně Kolontár a Devecser a východně potom Kislőd a Úrkút. Protékají zde potoky Torna a Csinger. Město má také svoji umělou vodní nádrž.

## Historie

### Nejstarší období a středověk
V oblasti dnešního města byly nalezeny pozůstatky osídlení z doby kamenné.
Jako většina města byla oblast Ajky osídlena nejprve Kelty, později Římany. Byl zde nalezen náhrobek z 2. století, který byl postaven pro římské občany jménem Publius Sextus Acurius Dexter a jeho manželku Julii Priscii. Římané zde žili až do vpádu Hunů. Po nich následovali východní Gótové, Longobardi a poté v 6. století Avaři a nakonec v 10. století Maďaři. Název tehdejší vesnice pochází od názvu rytíře tohoto jména, který jej osídlil jako první. Nejspíše byl německého původu. První záznamy o Ajce pochází z roku 1214, tehdy byla ale už 100 let stará. V roce 1278 je připomínána existence kostela. 

### 20. a 21. století

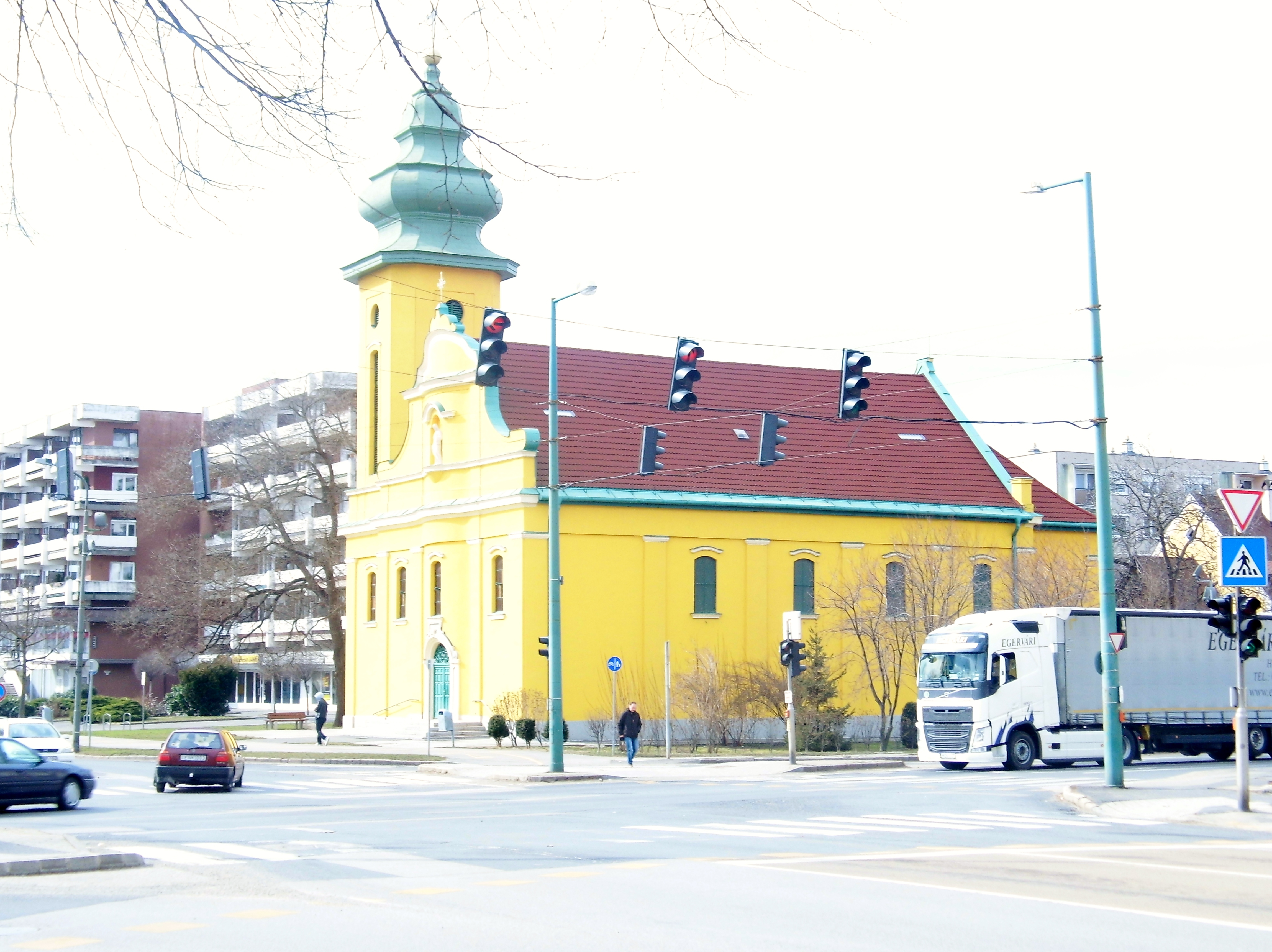
Kostel Nejsvětějšího srdce Páně v Ajce

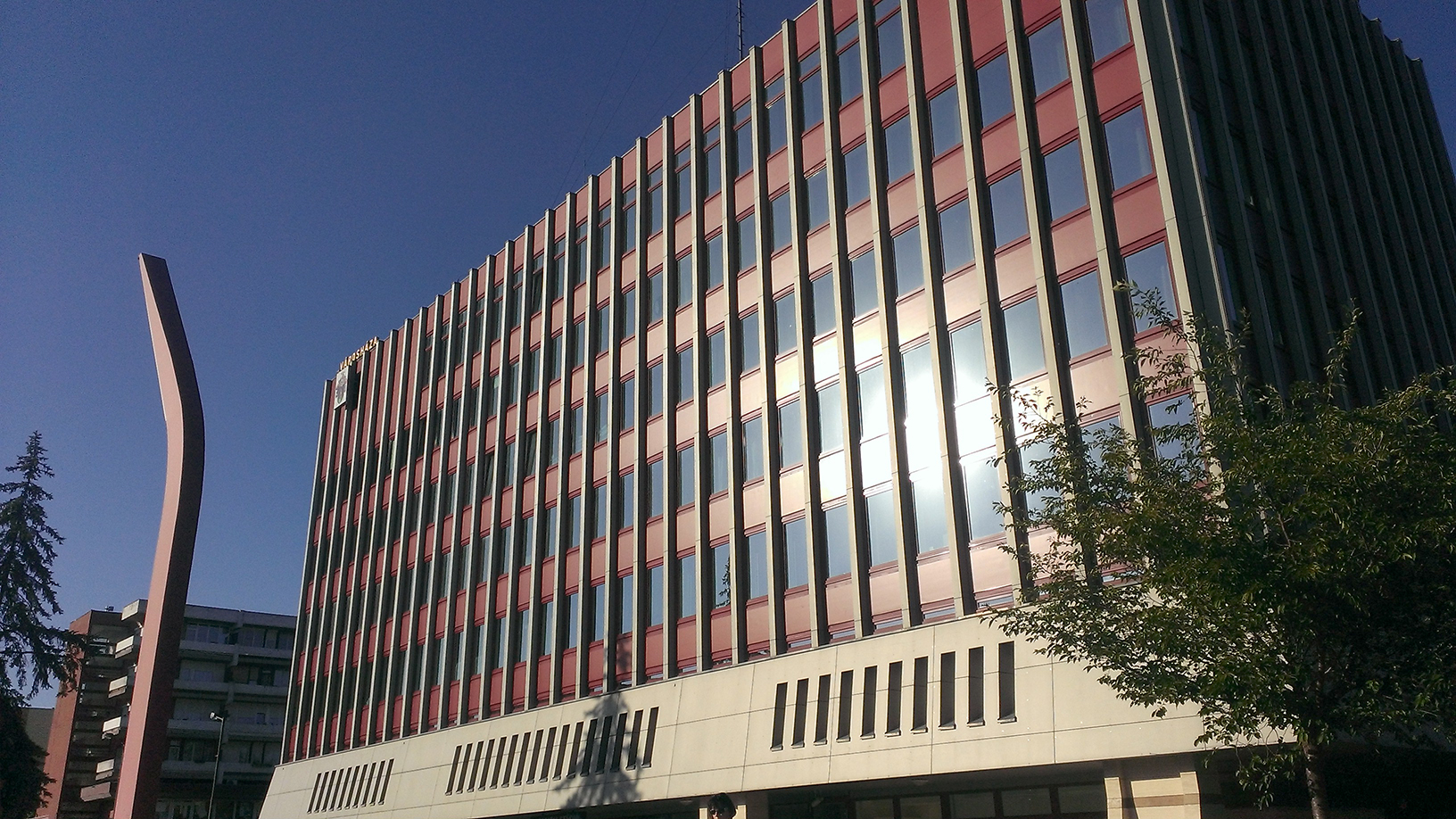
Budova radnice

Až do 19. století se Ajka rozvíjela jako malá vesnice. Skutečný rozvoj nastal v 19. století po objevení uhelných zásob v nedalekém Zázvorovém údolí (maďarsky Csingervölgy) v roce 1836. Pastýř omylem zapálil okolní les, po uhašení zde bylo zjištěno ložisko uhlí. V roce 1869 byla zahájena jeho těžba, v roce 1878 vznikla sklárna a později přivedena také železnice. Obojí je dobře patrné na historické mapě třetího vojenského mapování, kdy neveliká sklárna ležela přímo při budově místní železniční stanice. Dnes se na tomto místě nachází závod s názvem Ajka Kristály.
V roce 1937 zde byl také nalezen bauxit. Postaven zde byl první velkoobjemový důl na krypton. V roce 1960 bylo ustanoveno administrativně sloučením čtyř vesnic (Ajka, Bódé, Tósok a Tósokberénd). Během dalších desetiletí se k městu připojily pak následující tyto vesnice – Csékút, Gyepes, Padrag a Rendek. V této době zde bylo 15 tisíc obyvatel.
Vznik města s bytovými domy byl uskutečněn po druhé světové válce. Nejprve se jednalo o obytné bloky ne nepodobné těm, které vznikaly např. ve městech Tatabánya nebo Dunaújváros. Tyto domy vznikaly západně od původní vesnice. Později bylo město dokončeno jako jedno velké panelové sídliště a staré budovy musely ustoupit. Sídliště nahradilo původní vesnici; v bývalé jižní části vsi vznikly obchody a služby a v bývalé severní potom výškové obytné bloky. Jediné, co bylo zachováno, jsou kostely, volně zakomponované mezi jednotlivými bloky. Na západním okraji moderní Ajky potom vznikla lokalita s rodinnými domy (Bányásztelep).
Existovalo zde již několik továren. Na jižním okraji Ajky vyrostla velká tepelná elektrárna. Do 70. let bylo v Ajce postaveno na třicet různých závodů. Samotné město obohatil také dům kultury, dále obchodní domy Zenit a Horizont. V roce 1971 byla Ajka ustanovena jako okresní město.
Přestože po roce 1990 nastal v těžbě útlum, město se dokázalo rychle přeorientovat. V roce 2005 byla na severním okraji města postavena průmyslová zóna, do které se nastěhovala řada společností. Ve stejné roce bylo také rozhodnuto o obnově historického centra města. Ve městě je dnes také tradiční výroba skla.
Během epidemie covidu-19 v roce 2020 fungovala potřeby zvládání epidemie také místní nemocnice. V roce 2022 zde byl dokončen kampus Panonské univerzity.

## Ekologická havárie

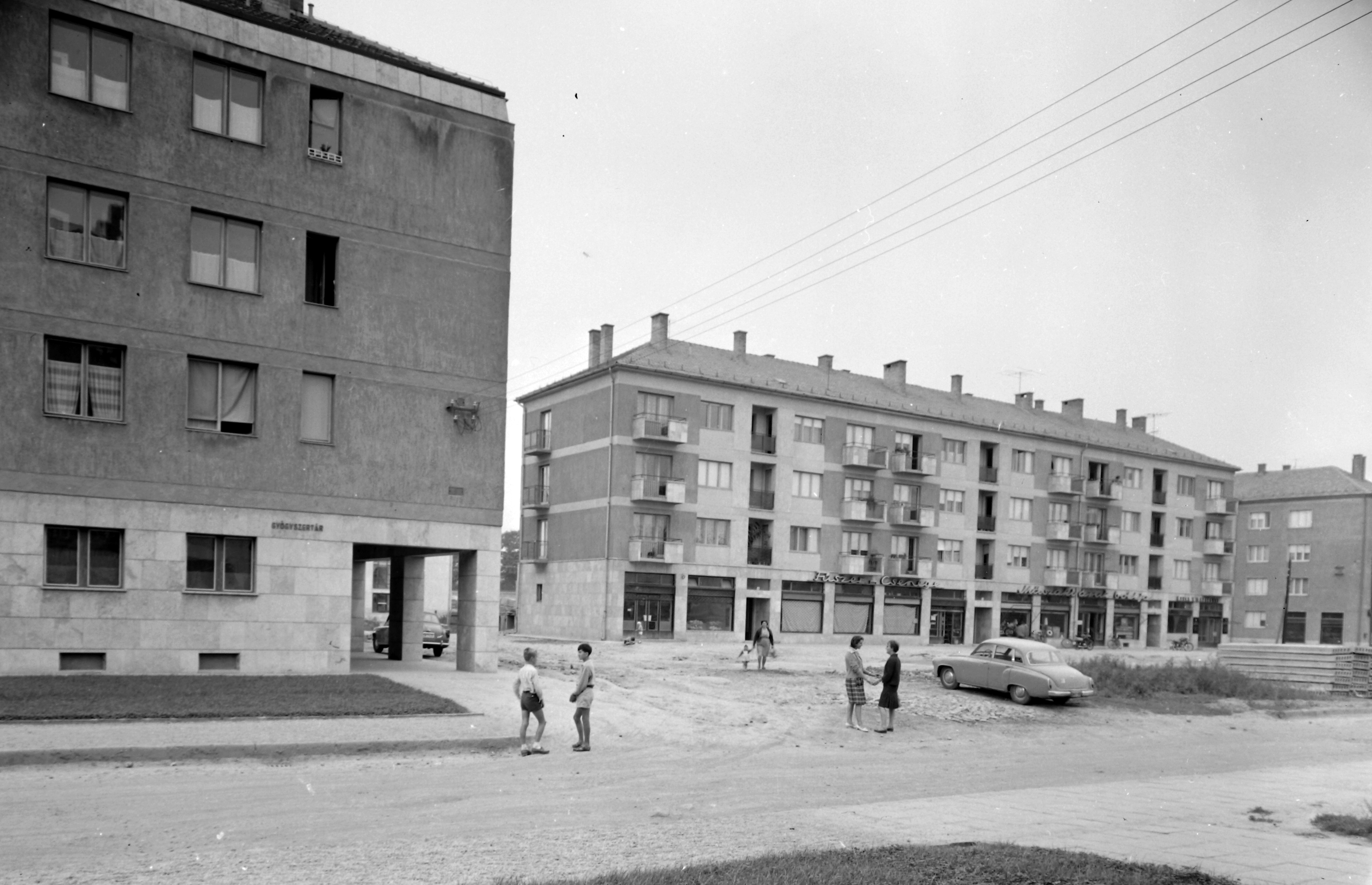
Bytové domy v Ajce na historické fotografii

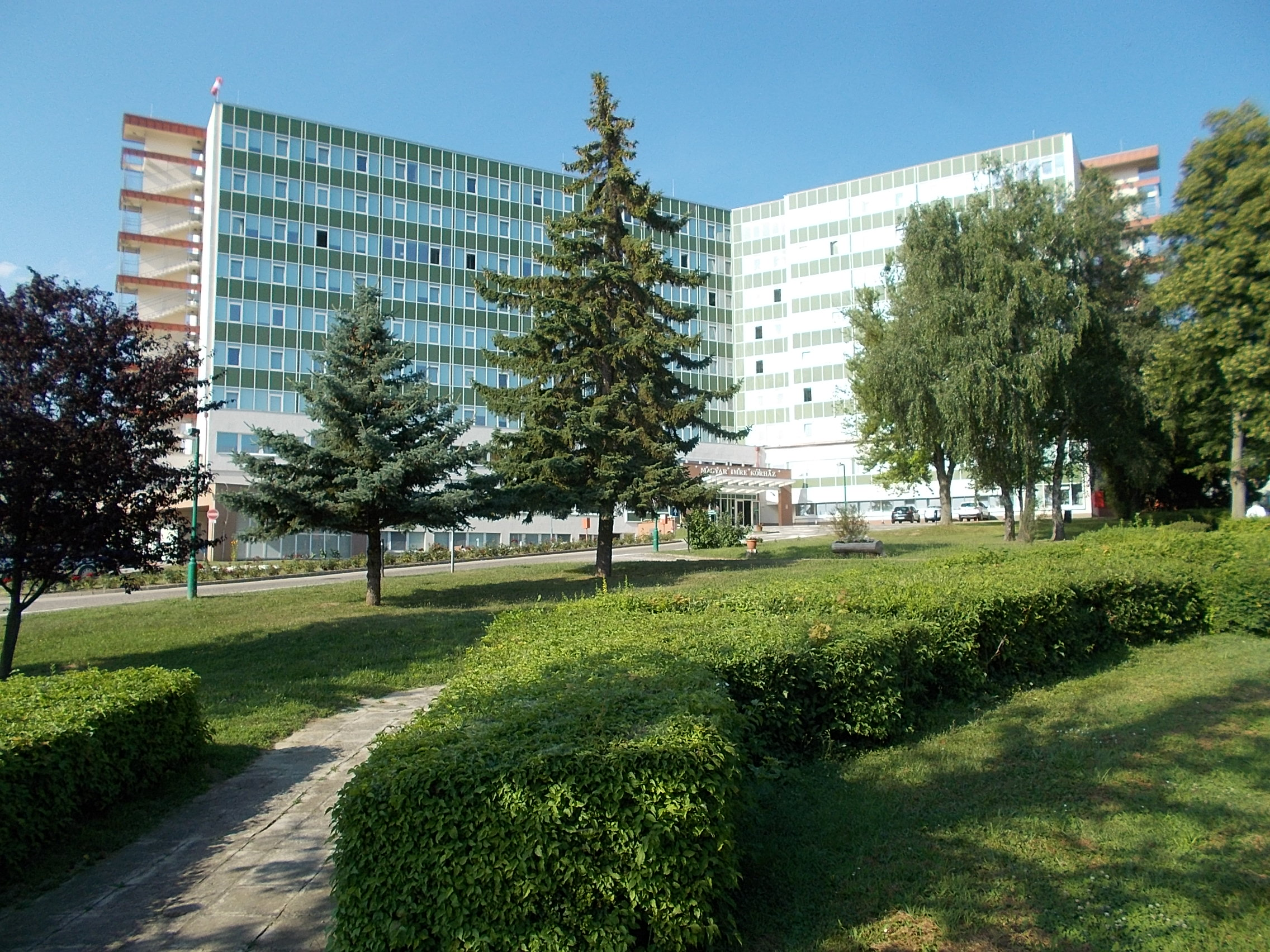
Místní nemocnice

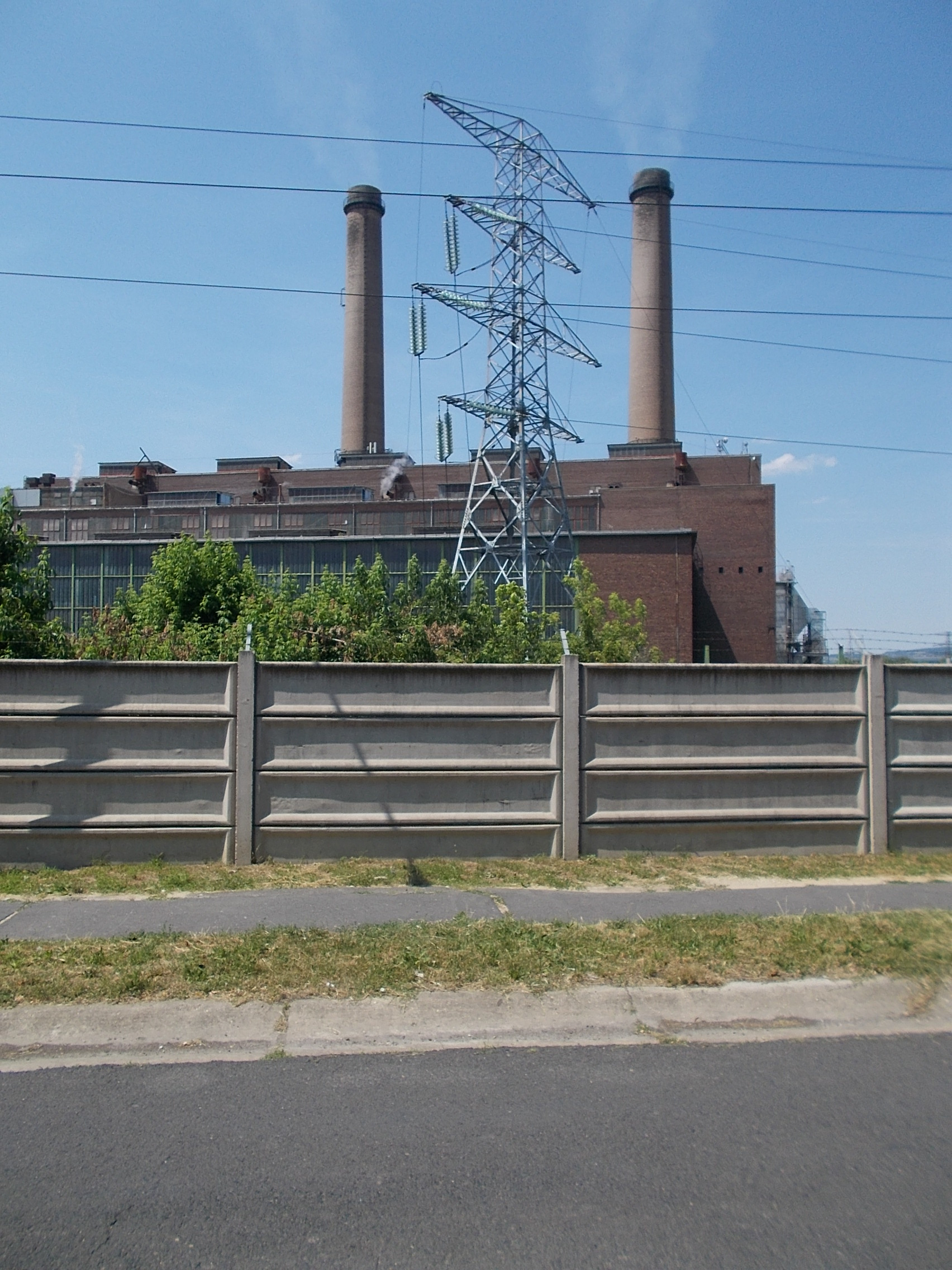
Tepelná elektrárna v Ajce

Dne 4. října 2010 došlo u města Ajka k velmi vážné ekologické havárii v důsledku protržení hráze kaliště a silně alkalický kal následně zaplavil několik měst a obcí. Katastrofa způsobila smrt 10 lidí, mnoho materiálních škod a více než 130 lidí bylo vážně popáleno. Nehoda měla podobný rozsah jako o cca půl roku starší únik ropy v Mexickém zálivu.

## Paleontologie
Okolí města je významné paleontologickými objevy, včetně objevů fosilií druhohorních dinosaurů (např. druh Ajkaceratops kozmai). Ty jsou objevovány v sedimentech souvrství Csehbánya o stáří kolem 85 milionů let (svrchní křída, věk santon).

## Kultura, památky a zajímavosti
V Ajce se nachází hornické muzeum (maďarsky Bányászati múzeum) a také městské muzeum. Stojí zde rovněž i muzeum skla. To znovuotevřelo své brány v roce 2023.
Na Kostelním vrchu se nachází také luteránský kostel, dokončený roku 1789.
Mezi barokní památky patří kostel Nejsvětějšího srdce Ježíšova. Z konce 18. století je potom kostel reformované církve. 
V severní části města jsou umístěny termální lázně a akvapark.

## Doprava
Městem prochází železniční trať ze Székesfehérváru do Szombathely (západo-východním směrem). Z ní odbočuje na území města několik vleček do bývalých dolů. Město má dvě nádraží; hlavní (Ajka) a potom nákladové pro potřeby místního průmyslu (Ajka-Gyártelep). K němu přiléhá místní elektrárna.
Severně od Ajky probíhá silnice celostátního významu č. 8 z Veszprému do Jánosházy. Kromě toho tudy vede několik silnic nižších tříd.

## Sport
Fotbalový klub FC Ajka v současné době hraje v 2. divizi Maďarska (Nemzeti Bajnokság II). Kromě toho zde působí také fotbalový tým s názvem Ajka Kristály SE. V roce 2017 byla v Ajce budována hala na zimní sporty.

## Známé osobnosti
- Dominika Ács, maďarská flétnistka
- Imré Bródy, maďarský vynálezce
- Zoltán Beck, zpěvák a kyatarista

## Partnerská města
- Cristuru Secuiesc, Rumunsko
- Rovaniemi, Finsko
- Unna, Německo
- Weiz, Rakousko
- Donghai, Čína